# محمد قدوس
محمد کودوس (انگلیسی: Mohammed Kudus؛ زادهٔ ۲ اوت ۲۰۰۰) بازیکن فوتبال اهل غنا است که در پست هافبک هجومی یا وینگر راست برای باشگاه فوتبال تاتنهام و تیم ملی فوتبال غنا بازی می‌کند. او پیش از این برای نورشلان و آژاکس بازی کرده است.
کودوس اهل نیما در آکرا غنا است و مسلمان است. او دو برادر در آکرا دارد.